# 花斑副沙鳅
花斑副沙鳅（学名：Parabotia fasciata）为輻鰭魚綱鯉形目沙鳅科副沙鳅属的鱼类，俗名黄沙鳅、黄鳅、花间刀、蕉子鱼，是中国的特有物种。分布于珠江水系、还分布于韩江、汉水、九龙江、闽江、钱塘江、长江、淮河、黄河、黑龙江等水系、四川分布于岷江、沱江、嘉陵江等，體長可達15公分，常生活于江河平原或宽谷河流沙底水流清澄。该物种的模式产地在长江。

## 扩展阅读
- 黄河土著鱼类列表